# Sophronia grandii
Sophronia grandii is een vlinder uit de familie tastermotten (Gelechiidae). De wetenschappelijke naam is voor het eerst geldig gepubliceerd in 1933 door M. Hering.
De soort komt voor in Europa.